# كي كيتانو
كي كيتانو (اليابانية: 北 乃 き い ، من مواليد 15 مارس 1991 في محافظة كاناغاوا) ممثلة، مغنية ومثقفة يابانية. وقعت مع وكالة فوستر.

## روابط خارجية
- كي كيتانو على موقع IMDb (الإنجليزية)
- كي كيتانو على موقع ميوزك برينز (الإنجليزية)
- كي كيتانو على موقع ديسكوغز (الإنجليزية)
- كي كيتانو على موقع قاعدة بيانات الفيلم (الإنجليزية)